# یواس‌اس اپاگون (اس‌اس-۳۰۸)
یواس‌اس اپاگون (اس‌اس-۳۰۸) (به انگلیسی: USS Apogon (SS-308)) یک زیردریایی است که طول آن ۳۱۱ فوت ۶ اینچ (۹۴٫۹۵ متر) می‌باشد. این زیردریایی در سال ۱۹۴۳ ساخته شد.